# 간이 망 관리 프로토콜
간이 망 관리 프로토콜(Simple Network Management Protocol, SNMP)은 IP 네트워크상의 장치로부터 정보를 수집 및 관리하며, 또한 정보를 수정하여 장치의 동작을 변경하는 데에 사용되는 인터넷 표준 프로토콜이다. SNMP를 지원하는 대표적인 장치에는 라우터, 스위치, 서버, 워크스테이션, 프린터, 모뎀 랙 등이 포함된다.
SNMP는 네트워크 모니터링의 목적으로 네트워크 관리에서 널리 사용된다. SNMP는 관리 정보 베이스(Management Information Base) 상에 관리 중인 시스템의 상태와 설정을 변수의 형태로 관리할 수 있게 해준다. 이러한 변수들은 관리 프로그램에 의해 원격에서 질의될 수 있으며, 경우에 따라서는 원격에서 값을 설정할 수도 있다.
현재 사용되는 SNMP의 주요 버전은 세 가지로, SNMPv1이 가장 초기 버전이며 이후 개발된 SNMPv2와 SNMPv3는 성능 및 유연성, 보안성 면에서 향상된 버전이다.
SNMP는 국제 인터넷 표준화 기구에 의해 정의된 인터넷 프로토콜 스위트의 일부분이다. 인터넷 프로토콜 스위트는 응용 계층 프로토콜, 데이터베이스 명세, 데이터 객체 집합 등을 포함하는 네트워크 관리용 표준들로 구성되어 있다.

## 개요 및 기본 개념

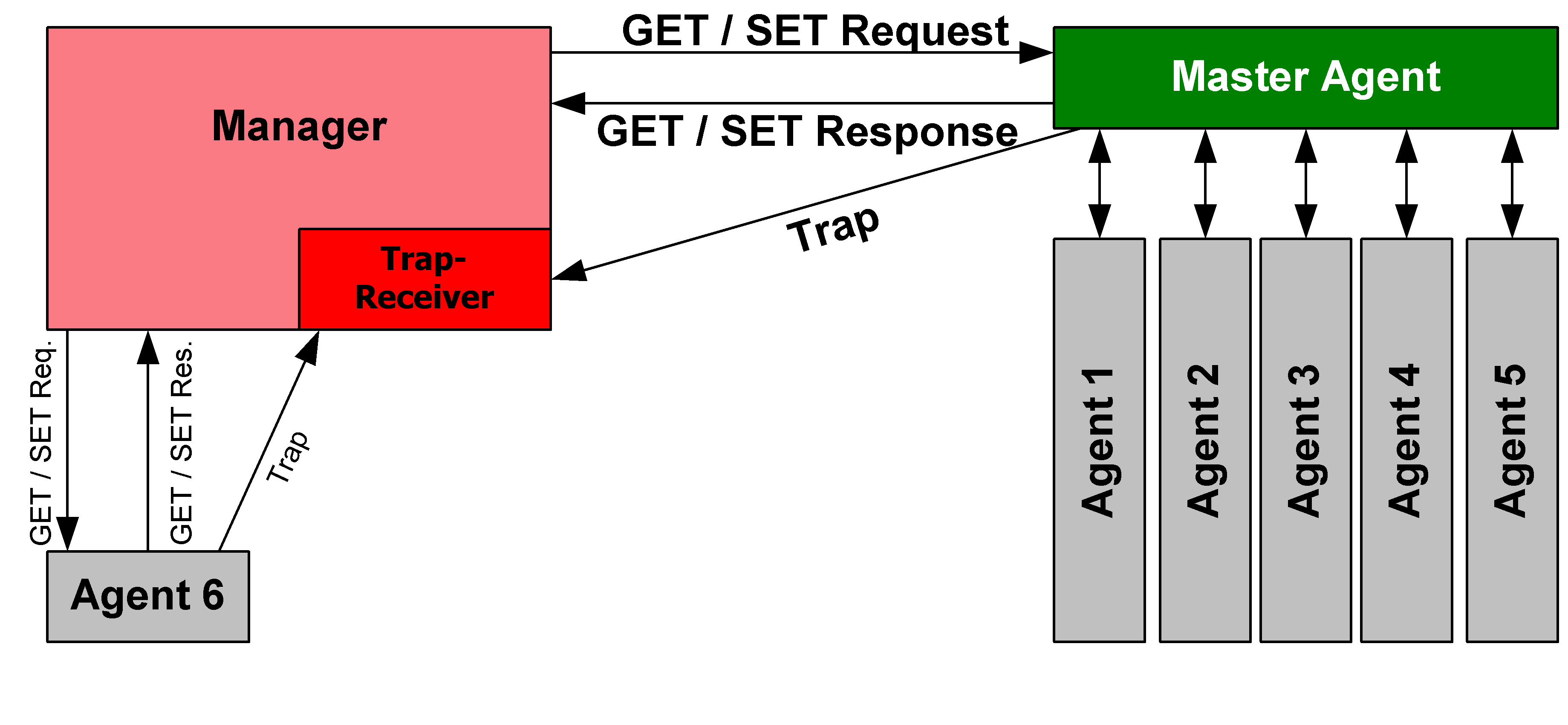
SNMP 통신의 원리

SNMP는 일반적으로, 하나 이상의 관리 컴퓨터("매니저"라고 함)는 컴퓨터 네트워크에서 호스트나 장치들의 그룹을 관리하거나 감시하는 일을 맡는다. 관리를 받는 각각의 시스템은 에이전트라는 이름의 소프트웨어 구성 요소를 실행하여 SNMP를 통해 정보를 매니저로 전달한다.
SNMP 관리 네트워크는 3가지 구성 요소를 이룬다:
- 매니지드 디바이스
- 에이전트 - 매니지드 디바이스 위에 실행되는 소프트웨어
- 네트워크 관리국(Network management station, NMS) - 매니저 위에 실행되는 소프트웨어

매니지드 디바이스는 SNMP 인터페이스를 구현하는 네트워크 노드로서, 노드에 특화된 정보에 대한 읽기 전용 또는 읽기/쓰기 접근을 허용한다.
에이전트는 매니지드 디바이스에 상주하는 네트워크 관리 소프트웨어 모듈이다.
네트워크 관리국(NMS)은 매니지드 디바이스를 감시하고 제어하는 애플리케이션들을 실행한다.

## 프로토콜 상세 구조
| IP 헤더 | UDP 헤더 | 버전 | 커뮤니티 | PDU 유형 | 요청 id | 오류 상태 | 오류 색인 | 변수 바인딩 |

### 구현
- (영어) Net-SNMP: 오픈소스 SNMP 구현
- (영어) Netsnmpj: 자바로 만든 오픈 소스 SNMP 구현
- (영어) OpenSNMP: 다중 스레드 SNMPv3 엔진
- (영어) PySNMP: 순수 파이썬 모듈, BSD 라이선스
- (영어) TinySNMP
- (영어) SNMP4J : 자바로 만든 오픈소스 SNMP 구현 (Apache License)

### 관련 RFC 문서들
아래의 RFC 문서들은 전부 영문임.
- RFC 1155 — Structure and Identification of Management Information for TCP/IP-based Internets
- RFC 1156 — Management Information Base for Network Management of TCP/IP-based internets
- RFC 1157 — A Simple Network Management Protocol (SNMP)
- RFC 1441 — Introduction to version 2 of the Internet-standard Network Management Framework
- RFC 1213 — Management Information Base for Network Management of TCP/IP-based internets: MIB-II
- RFC 3410 (Informational) — Introduction and Applicability Statements for Internet Standard Management Framework
- RFC 3411 (Standard 62) — An Architecture for Describing Simple Network Management Protocol (SNMP) Management Frameworks
- RFC 3412 (Standard 62) — Message Processing and Dispatching for the Simple Network Management Protocol (SNMP)
- RFC 3413 (Standard 62) — Simple Network Management Protocol (SNMP) Application
- RFC 3414 (Standard 62) — User-based Security Model (USM) for version 3 of the Simple Network Management Protocol (SNMPv3)
- RFC 3415 (Standard 62) — View-based Access Control Model (VACM) for the Simple Network Management Protocol (SNMP)
- RFC 3416 (Standard 62) — Version 2 of the Protocol Operations for the Simple Network Management Protocol (SNMP)
- RFC 3417 (Standard 62) — Transport Mappings for the Simple Network Management Protocol (SNMP)
  - RFC 3418 (Standard 62) — Management Information Base (MIB) for the Simple Network Management Protocol (SNMP)
- RFC 3512 (Informational) — Configuring Networks and Devices with Simple Network Management Protocol (SNMP)
- RFC 3584 (Best Current Practice) — Coexistence between Version 1, Version 2, and Version 3 of the Internet-standard Network Management Framework